# Engelbert Ramola
Engelbert Ramola (ur. 20 września 1940 w Świętochłowicach, zm. 28 grudnia 2006 w Tychach) – polski duchowny katolicki, prałat, kanonik, wieloletni proboszcz parafii pw. św. Jana Chrzciciela w Tychach w latach 1979–2005

## Dzieciństwo i młodość
Engelbert Ramola urodził się 20 września 1940 roku w Świętochłowicach. Tam 24 września w kościele parafialnym śś. Apostołów Piotra i Pawła został ochrzczony, a 11 października 1952 roku przyjął sakrament bierzmowania. Pochodził z bardzo religijnej rodziny. Był synem Wilhelma i Marii z domu Pańczyk. W latach 1947–1954 uczęszczał do Szkoły Podstawowej nr 2 w Świętochłowicach. Potem uczył się w Szkole Zawodowej w Bytomiu zawodu ślusarza. Od 1955 uczęszczał do Liceum Ogólnokształcącego w Świętochłowicach. W 1959 zdał maturę.

## Kapłaństwo
Po zdaniu matury wstąpił do Śląskiego Seminarium Duchownego w Krakowie. Przez pierwszy rok akademicki był na istniejącym wówczas Kursie Wstępnym w Tarnowskich Górach. Święceń diakonatu udzielił mu 27 marca 1966 w kaplicy Śląskiego Seminarium Duchownego w Krakowie biskup pomocniczy Juliusz Bieniek. W tym samym roku 5 czerwca z rąk biskupa koadiutora Herberta Bednorza otrzymał w katedrze Chrystusa Króla w Katowicach święcenia prezbiteratu. Po zastępstwie wakacyjnym w rodzinnej parafii śś. Apostołów Piotra i Pawła w Świętochłowicach, był wikariuszem w parafiach:
- Ducha Świętego w Czarnym Lesie (od 30 sierpnia 1966)
- św. Antoniego w Chorzowie (od 1971)
- śś. Apostołów Piotra i Pawła w Tarnowskich Górach (od 1974, był tam też duszpasterzem akademickim)

2 września 1977 został mianowany rekolekcjonistą diecezjalnym. Prowadził rekolekcje zamknięte w Domu Prowincjonalnym Sióstr Służebniczek w Katowicach-Panewnikach. Ustanowiony też został duszpasterzem akademickim na terenie rektoratu Najświętszego Serca Pana Jezusa w Panewnikach

## Probostwo w Tychach
Od dnia 15 sierpnia 1979 duszpasterzował w parafii św. Jana Chrzciciela w Tychach, najpierw jako wikariusz ekonom, a od 9 października tegoż roku proboszcz. Postarał się o rozbudowanie kościoła parafialnego i wybudowanie dzwonnicy. Z dniem 31 lipca 2005 został przeniesiony na emeryturę. Pozostał na terenie parafii św. Jana Chrzciciela, zamieszkał w budynku obok probostwa. Zmarł 28 grudnia 2006 w Tychach. Został pochowany obok kościoła 2 stycznia 2007.